# Pierre de Léotard
Pour les articles homonymes, voir Léotard et Famille de Léotard.
Pierre de Léotard, né le 6 juillet 1909 à Bordeaux (Gironde) et mort le 12 août 1992 à Morbier (Jura), est un homme politique français.

## Biographie
Pierre de Léotard est un homme politique de la droite patriote. À 15 ans, il adhère à la ligue nationaliste des Jeunesses patriotes. Puis il entre à la plus modérée Jeunesse française républicaine de l'Alliance démocratique, grand parti du centre-droit de la IIIe République.
En 1936, il participe activement à la constitution du Parti social français (PSF) de François de La Rocque. Pendant la guerre, ce parti aux accents parfois pétainistes, mais opposé au fascisme et à la collaboration, couvre le réseau de résistance réseau Klan. Les Allemands arrêtent en mars 1943, 152 de leurs dirigeants, dont Pierre de Léotard.
En 1945, il participe à la création du Parti républicain et social de la réconciliation française (PRSRF), successeur officiel du PSF, parti qui adhère rapidement au Rassemblement des gauches républicaines (RGR).
Pierre de Léotard est élu député de la Seine en 1951 sur une liste du RGR, puis réélu en 1956. Il est nommé secrétaire de l’Assemblée nationale. Il sera aussi vice-président de la Commission de réforme des théâtres nationaux (1957-1958), de l'association parlementaire pour la liberté de l'enseignement, secrétaire de la commission de l'Éducation nationale, du groupe parlementaire de l'amitié France-Allemagne fédérale et du groupe France-Espagne.
Partisan de l'Algérie française, il soutient le retour au pouvoir du général de Gaulle en 1958. Mais, battu aux élections cette même année, sous l'étiquette du Centre républicain, il se consacre à la vie intellectuelle (rédaction de Études et Réformes) et associative (Mouvement d'entraide et de solidarité pour les Français d'Outre-mer) (MESFOM).

### Sources
- Archives de Sciences-Po Paris :  et
- Les « Souvenirs politiques » de Pierre de Léotard ont été publiés, avec une présentation et des notes d'Éric Duhamel, par la revue Recherches contemporaines  en 1999 (no 5). Les archives de cette revue venant d'être mises en ligne, ce texte est désormais en accès libre.